# Píla, Lučenec
Píla este o comună slovacă, aflată în districtul Lučenec din regiunea Banská Bystrica. Localitatea se află la altitudinea de 330 m deasupra n.m., se întinde pe o suprafață de 7,55 km2 și în 2017 număra 256 de locuitori.

## Istoric
Localitatea Píla este atestată documentar din 1456.

## Demografie
| An:                | 1994 | 2004    | 2014   | 2024   |
| ------------------ | ---- | ------- | ------ | ------ |
| Număr de persoane: | 293  | 262     | 265    | 251    |
| Diferență:         |      | −10,58% | +1,14% | −5,28% |

| An:                | 2023 | 2024   |
| ------------------ | ---- | ------ |
| Număr de persoane: | 251  | 251    |
| Diferență:         |      | +1,42% |